# 宍道湖自然館ゴビウス
宍道湖自然館ゴビウス（しんじこしぜんかんゴビウス）は、島根県出雲市にある淡水・汽水生物を展示する体験学習型水族館である。
2001年4月21日開館。日本動物園水族館協会加盟。

## 概要
- 島根県内の川や宍道湖・中海に生息する生物を約200種・約1万点展示している[1]。
- 2002年、第22回緑の都市賞審査委員長奨励賞施設緑化部門受賞。

### 施設名称
「ゴビウス」は、ハゼなど小さな魚をあらわすラテン語で、ハゼ科の魚の学名にも使われている。名称は、島根県内の小中学生の応募作品の中から決定した。

#### マスコットキャラクター
マスコットキャラクターである「ゴビィ」は宍道湖で馴染みのあるマルハゼがモデルであり、全国から応募された777点の中から選ばれた。

#### メインテーマ
「もっと知ろう　ふるさとの自然　親しもう　水辺の生きもの」をメインテーマとする形で、自然に親しむ様々な活動を通して、自然保護や環境教育等における地域の拠点となることを目指している。

## 主な取り組み

### 基本的役割
島根県の方針及び、ホシザキグリーン財団の設立理念と合致した社会教育、調査研究、レクレーション、情報発信、自然保護という基本的役割を担っている。

### 社会教育
生きものの観察会や講師派遣、質疑応答など野生生物の保護と自然環境保全を目指し、「学習型施設」として設立時の理念に基づき、学校をはじめとする生涯学習の各種教室等への環境教育を伝えている。

### 調査、情報収集
魚類をはじめとする生物の調査研究を行い、展示生物を調達するための採取業務や生息環境の保全につながる有用な情報となる生息情報の記録を行う。

### 希少生物の保護繁殖
希少生物や個体数の減少が危ぶまれる生物の保護繁殖を行う。展示に活かすだけでなく、その地域特有の性質をもった遺伝子を守り続けるという意味を持つ。

### 情報発信
生物や地域の自然に関する情報を発信する広報活動のほか、収集した情報を自治体などをはじめとする様々な機関と連携し多様な機会にて発表する。「自然保護や環境教育等における地域の拠点」という目標にとって最も重要な活動の一つと位置付けている。

## 施設案内
- 開館時間：午前9時30分〜午後5時(最終入館受付午後４時３０分）
- 休館日：毎週火曜日
- 入館料：一般500円、小中高校生200円

## 主な展示
- シラウオ：全国の水族館で初めて1年間の継続展示に成功した[5]。また、人工繁殖させた「シラウオ2世」も展示している。
- オオサンショウウオ：特別天然記念物に指定されている固有種。絶滅危惧II類。

## 交通
- 一畑電車湖遊館新駅駅下車、徒歩10分。
- 出雲空港よりタクシーで約10分。